# Magyar népművészet
A magyar népművészet a művészet minden formája, amely a magyar népi kultúra keretében készült. Tágabb értelemben valamennyi népművészeti ágazat ide tartozik (népköltészet, népzene, néptánc, díszítőművészet, népviselet stb.); szűkebb értelemben csak a tárgyak művészi megformálása.
A népművészet megnyilvánulásai részben alakító vagy építő munka nyomán keletkeznek, mint a templom vagy a lakóház külső és belső részletei, a bútorzat, az épített emlékjelek, a lakóház részletei, a ruházat típusai, a kéziszerszámok, edények, zeneszerek, dísztárgyak és játékok alapformái; részint pedig díszítő jellegűek, mint az előbbieken alkalmazott festett, faragott, mintázott, vésett, illetőleg szövött, varrott, kötött és hímzett díszítmények.
A magyar népművészet tárgyai tájanként változatosak, de az objektumok mögött a munkának és a közösségi életnek hasonló hagyományos törvényei húzódnak meg. Az íratlan közösségi törvények és szokások adnak tartalmat a népművészet motívumainak és a művészi formájú gesztusoknak. Ezekhez a szokásokhoz és törvényekhez, a gazdasági élet lüktetéseihez, a népvilággal érintkező más világokhoz igazodik a népművészet.
A népművészeti munkák készítői évszázadokon át névtelenül, ismeretlenül éltek, s enyésztek el a nép tömegében. Ritkán történt, hogy készítményeikre nevüket vagy a befejezés évszámát feljegyezték. E munkák mindig egy előbbi készítmény másai, változatai voltak, s tradicionális díszítő elemeket tüntettek fel. Bizonyos íratlan törvények tiszteletben tartásával készültek, s körükben egészen kimagasló egyéniségű, egyéni ízlést eláruló mű ritkán akadt. A nemzedékről nemzedékre szálló formák a sok ismétlés folytán rendkívül kiteljesedtek, megértek.

## Nevezetes régiók
Nevezetes népművészeti helyek, régiók:
- Dunántúl (rátétes és hímzett díszű bőr subái és ködmönök),
- Kunság,
- Hajdúság,
- Kalotaszeg,
- Palócföld és Veszprém (rátétes és hímzett cifra szűrök, rátétdíszű szokmány, condra, színes pamut- és gyapjúszőttes teríték, szőnyegek, színes ágynemű és ruhahímzések, szép vászon- és posztóruhaformák),
- Torockó (ruhaformák és hímzések),
- Mezőség (színes pamuthímzés)
- Miskolc, Eger, Mezőkövesd és a Balassagyarmat közti rész (színes, szép ruhaformák színes hímzéssel),
- a Duna völgye (áttört csipkeszerű, fehér hímzésű ruhák, kendők),
- Rábaköz, Sárköz, Baranya és Somogy megye (szép ruhaformák és sok szirtes hímzés és szövés),
- az északi megyék (szép ruhaformák, férfi és női színes selyemruha hímzések, aranyhímzések áttöréssel, csipkék),
- Gömör és Hont megye (színes, vert csipkék, színes gyapjúhímzések),
- a Kunság, Csanád és Csongrád megye (színes gyapjúhímzésű ágynemű),
- Szeged (hímzett papucs, zsinórozott férfiruhák),
- Bács-Bodrog és Pest megye (szép ruhaformák és hímzések),
- Sárköz (festett tányérok),
- Hódmezővásárhely, Mezőtúr, a Palócföld (díszes agyagedények,agyagdomborítású házfaldíszítés, üstökös házak),
- a Göcsej és Somogy déli része (faragott oszlopú házak, kapuk és oromfalak, fejfák),
- Sárköz, a Palócság (festett házi bútorok),
- Mátravidék, Kalotaszeg, Hortobágy és Somogy megye (faragott ivószerszámok, bútorok, guzsalyok, mosósulykok, tükrök stb.),
- Debrecen (bőrcifrás lószerszámok, díszes mézesbáb),
- Miskolc (díszes hímzett és bőrrátétes csizmák).

## Történet
A honfoglaló magyarság a kereszténység felvétele után a nyugati keresztény kultúra közvetlen, erős behatása alá került.
A külföldi elemek bevándorlása is megindult, és ezek közölt az új szükségleteknek megfelelően sok iparosnak kellett lennie, akik már új művészi elemeket is terjeszthettek a nép között. Az életmód is változott, a pásztorkodás háttérbe szorult, és a földművelés foglalta el a fő helyet.
A honfoglalás utáni időkben a 13. századig török néptöredékek, besenyők, kunok és az alánoktól származó jászok telepedtek be, akik újabb keleti elemekkel gazdagíthatták a magyar népművészetet. Ide számíthatjuk talán az alföldi pásztorok művészetét, amely főként a kunok által lakott területen alakult ki.
Erős szakadást okozhatott, nemcsak általános kulturális fejlődésünkben, de a népművészet kontinuitásában is a 13. századi mongol betörés és a majd másfél századig tartott török hódoltság. Az első az ország területének nagy részét elpusztította és újratelepítését tette szükségessé. Az utóbbi szintén nagy területeket tett lakatlanná. A hódoltság megszűnése után az őslakosságot főként idegen népek betelepítésével pótolták. A török hódoltság révén is sok új keleti elem terjedhetett el az ország művészetében.
Mindennél erősebb nyomot hagyott a népművészetben a magyarságnak a nyugati kultúrközösségbe való belépése. A kereszténység felvétele óta, előbb a nyugati jövevények, illetve a nyugatról betelepített kolostorok iparűző barátai és a céhrendszer kialakulásával megindult iparosvándorlás állandóan fenntartották azt a kapcsolatot, mely a magyarságot a nyugati kultúrához fűzte. Ennek befolyása a vásárok révén a legelhagyatottabb vidékekre is kiterjedt.

## Népviselet

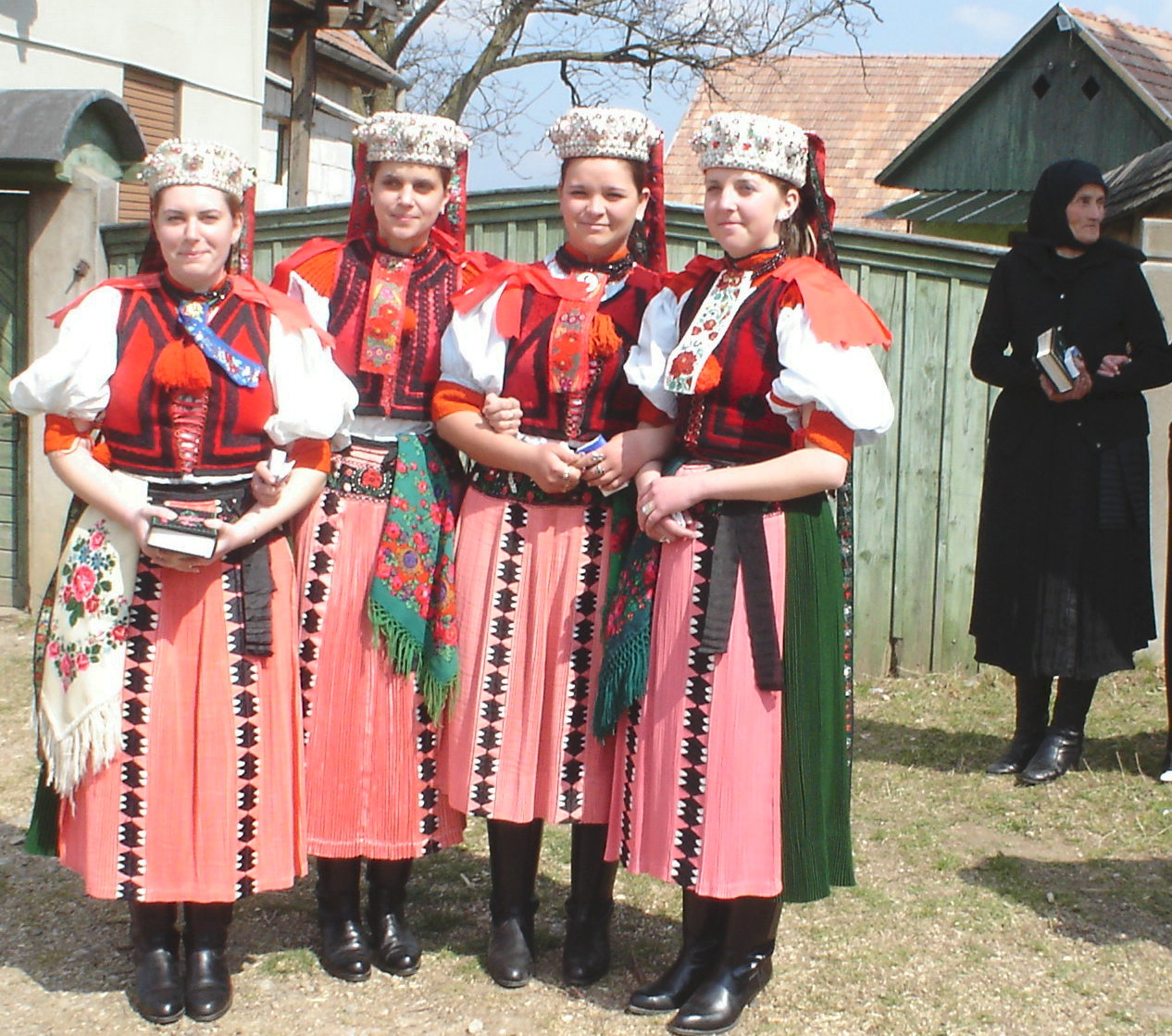
Magyar népi viselet az erdélyi Kalotaszentkirályon

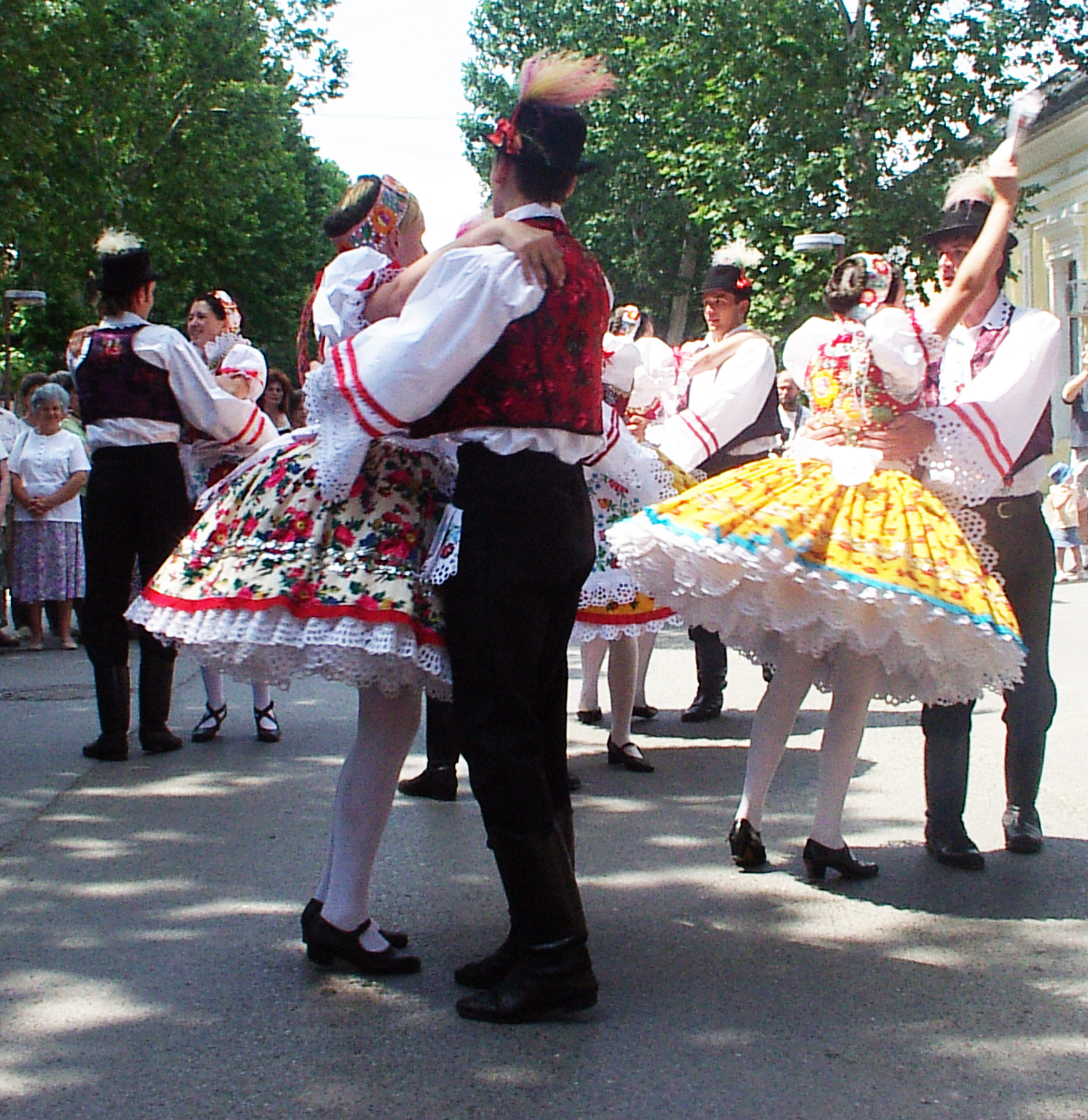
Vajdasági magyar népviselet

A magyar mint részben állattenyésztő nép, ruhaanyagul is elsősorban állati terméket, gyapjút és bőrt használt. A gyapjúból nemezt és szűrt készített. A bőrt részint szőrös állapotában meghagyva készítette ki és dolgozta fel felsőruhának, részint szőrétől letisztítva mint irhát használta egyrészt ruhaanyagul, főképpen pedig díszítés céljaira.
A juhász vagy a nép készítette bőrruhákon kevés a hímzés, inkább applikációt vagy szirony díszítést találunk. A hímzés inkább a szűcsmesterek munkáin volt elterjedve. A hímzés előrajzolása, kihímzése nagy ügyességet és gyakorlatot igényel. A bőrruha hímzések fejlődése akkorra tehető, amikor a hímzést előállító egyének kizárólag ennek a munkának kezdtek élni, vagyis mikor a készítő céhes mesterember lett, kinek szép és ízléses munkáját maga a céh is megkövetelte. Kisebb városokban szűcscéhek a 18., a falvakban pedig a 19. században alakultak. A szűcsművészet tetőpontját az 1860-as és ’70-es években érte el Magyarországon, amikor a jobbágyságból felszabadult köznép relatíve jó anyagi viszonyok közé jutott, úgyhogy a díszes, de drága ruhát is megtudta fizetni, s az úri hatóság már nem korlátozhatta a díszes ruhákban való tobzódást.
Bőrből csak felsőruhákat készítettek. Ha ujjatlan, palástszerű, akkor suba volt a neve. A subát úgy a férfiak, mint a nők hordták. A férfi suba általában bokáig ért, a női csípőn alulig.
A magyar nép másik felsőruhája volt a ködmön. Ez egy testhez álló bőr kabát, mely derékban toldott. Alja igen bő, fodros. Szélei körös-körül prémezettek. Mindig szőrével befelé viselik. Leginkább a Dunántúlon, az Alföldön és a Felvidéken hordták.
Irharátéttel díszített ködmönök ma már csak a magyar nyelvterület szélein vannak, a rátétdíszítést háttérbe szorította a hímzés. Az ősi foglalkozások közé tartozik a szövés-fonás is.
A szőttesek ősi formáinak megmaradását elősegítette az anyag természetéből következő kényszerűen azonos technikai gyakorlat. Ezért őriztek meg a szőtteseink oly sok elemet a közös európai díszítőművességből: az egyszerű mértani formákat (szélesebb, keskenyebb csíkok, különböző egyszerű mértani idomok). Színük a piros, kék, ritkábban fekete.
A szőttesek közül népünk természetesen csak az ünnepibb, egyes alkalomhoz kötött darabokat díszíti. Gazdag kultúrája volt a felvidéki szőtteseknek, s híresek az erdélyi székely „festékes”-ek: összevarrott, vörös, kék, sárga és fehér színekből álló szőnyegek, pokrócfélék. E festékesek a keleti kultúrkörbe tartoznak.
Az újabb időkben[mikor?] fordult az érdeklődés a népi hímzéseink felé.

## Díszítőművészet

Kalocsai pingálósszony

A magyar díszítőművészet legősibb emlékeit a különböző kéregmunkák őrzik: a fakéreg használhatóságát már az ősember is ismerhette, s a mi kéregedényeink is minden bizonnyal még a finnugor közösség korára mutatnak. Így az ország különböző vidékeiről való sótartók, az alföldi ivóharangok: díszítésük egyszerű mértani díszítés, magából az összeillesztés kimetszéseiből, s egy-egy vonal vagy pontsorból áll.
Ugyancsak az ősibb népi díszítőművészet emlékeit őrzik a különböző csont- és szarumunkák. Különösen a pásztor- és vadászószerszámok között találunk értékes anyagot, nemcsak szépen kifaragott gombokat, botfejeket, gyűrűket, csatokat, fésűket, de egészen sajátos hagyományanyagot is.
E csont- és szarumunkák közül a legérdekesebbek a porszaruk, amelyet a 20. század elején a vadászok még puskapor tartására használtak. A porszaruk formáján kívül különösen az egyik díszítőmotívum: a kör- és szvasztikaszerű díszítmény látszik ezt igazolni. Ilyen díszítőmotívumok nemcsak a népvándorlás korából ismeretesek, hanem már a hallstatti kultúrából is.
Nyugati hatás alatt keletkezett motívumok naturalista jellegűek, semmi stilizálási szándék nincs bennük. Ez utóbbiak az úri divat hatásai. Szaruból készítette az alföldi, tiszántúli pásztor a különböző kisebb használati cikkeit, ivó és kanásztülkeit.
A díszítésnek egyik módja a spanyolozás: a kimetszett tereket spanyolviasszal töltik ki.
Szaruból készítették a különböző formájú fésűket a fésűsök.
Lószőrből is fontak kisebb-nagyobb dísztárgyakat.
A honfoglalás előtti magyar kultúrában nagy szerepe volt a bőrmunkának is.
Népi bőrdíszítményeink egy része, részint a pásztorok, részint a szíjgyártók, nyerges, szűcscéhek és paraszti kisiparosok munkájában sokat őriz meg ebből az ősi bőrdíszművességből.
A díszítés történhet színes irharávarrással, rátéttel, pillangó és sallang díszítéssel, szironyozással. Szépek a tiszántúli, hajdúsági pásztori bőrmunkák, ostornyelek, övek, tüszők, szíjfonatok.

### Fafaragások

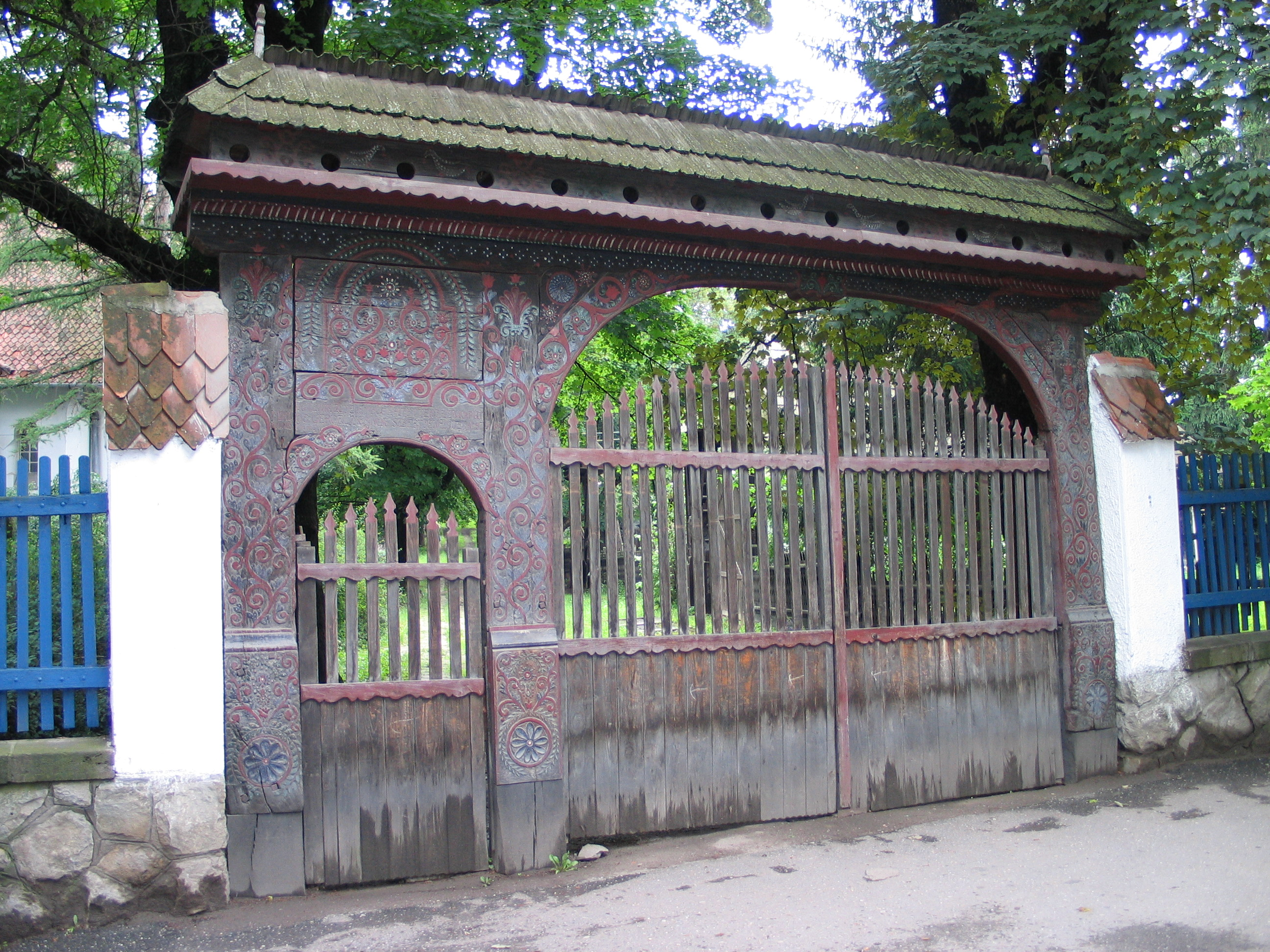
Székelykapu

A fafaragásban elöl járnak a pásztori faragások, botok, juhászkampók, ivócsanakok, baltanyelek, a híres tükrös borotvatokok. Ezek díszítő elemei is a régi, mértani, stilizált formákat mutatják, készítésükben igen gondosak, minden tárgynak a faragására másfajta fa alkalmas.
A fafaragás régibb stílusa e tárgyakon mértanias és síkszerű, az újabb, nyugat-európai hatás alatt keletkezettek naturalista ábrázolások és domborművűek.
A faragott bútorok (ládák, lócák stb.) is ezt a két réteget mutatják.
A monumentális faragások közül híresek a fejfák, amelyeknek egy csoportja az egyik elmélet szerint a finnugor halászó kultúra idejére nyúlna vissza, a kopjafa-szerű fejfák mindenesetre a török korból valók.
Híresek a faragott székelykapuk is, melyek Viski Károly elmélete szerint a nyugati gótikus vártorony formáiból vezethetők le.

### Agyagművesség, fazekasság

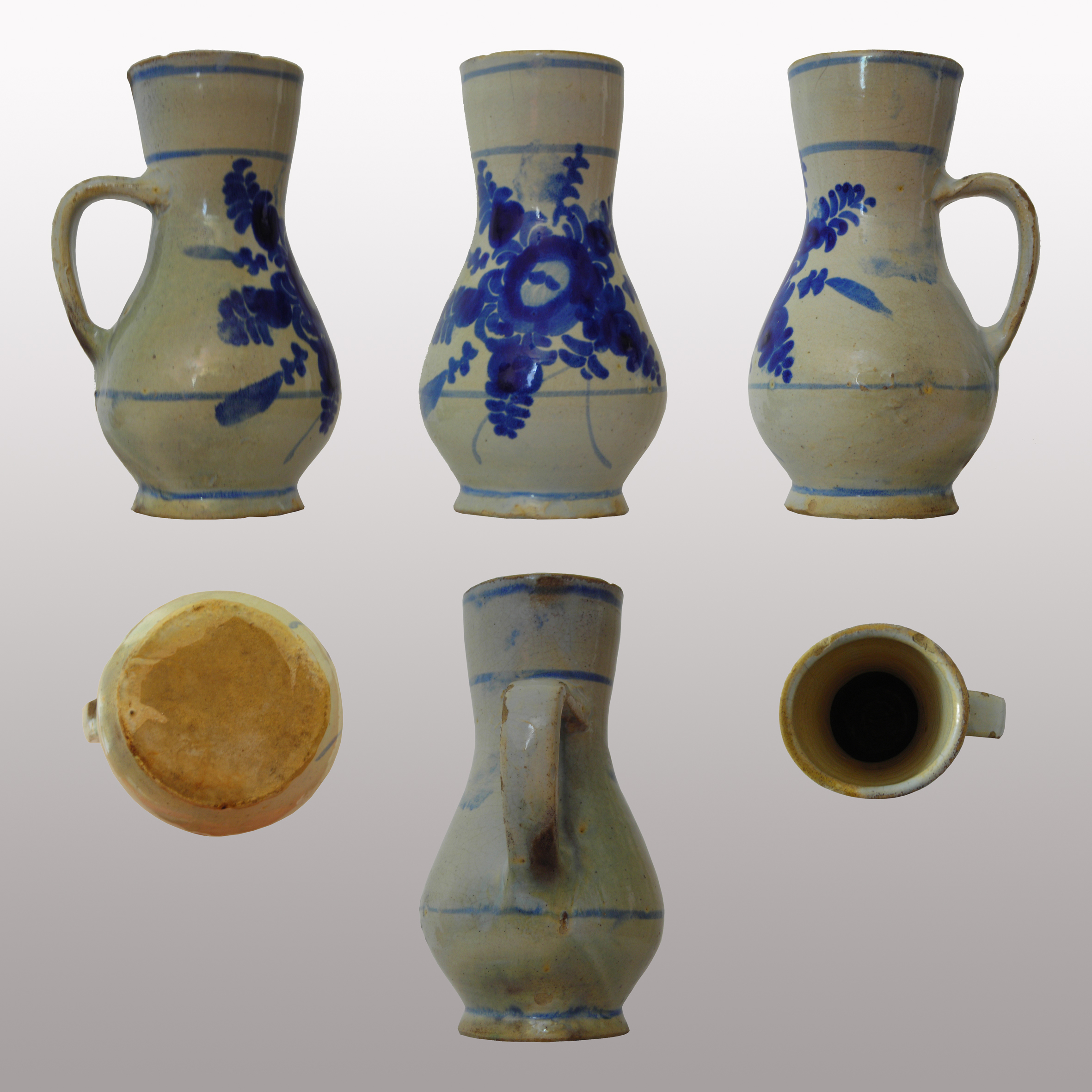
Felvidéki ónmázas bokály

A cserépmunka is ősi formájában mutatja nem egyszer díszítőművességünket, bár ez a terület is világosan mutatja az úri hatások nyomait. A legegyszerűbb díszítések: a karcolás, a domború, vájt díszítmény stb.
A magyar cserepesség kifejlődése különböző gócok körül történt, minthogy az agyag helyhez kötötte a fazekasipart.
Régibb cserépedényeink sokkal egyszerűbbek voltak színekben és díszítményekben is: az úri porcelánedények hatására alakult ki a gazdag cserépedény-kultúra.
Egyik legnevesebb góc volt a habánok kerámiaipara.
Hatásuk az erdélyi cserepességen is érezhető, míg az alföldi, dunántúli cserepesség külön fejlődött.

### Hímzés

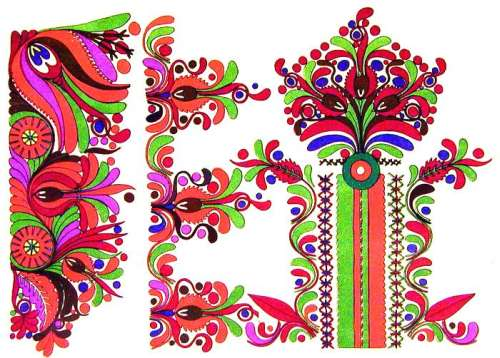
Matyó szűrhímzés

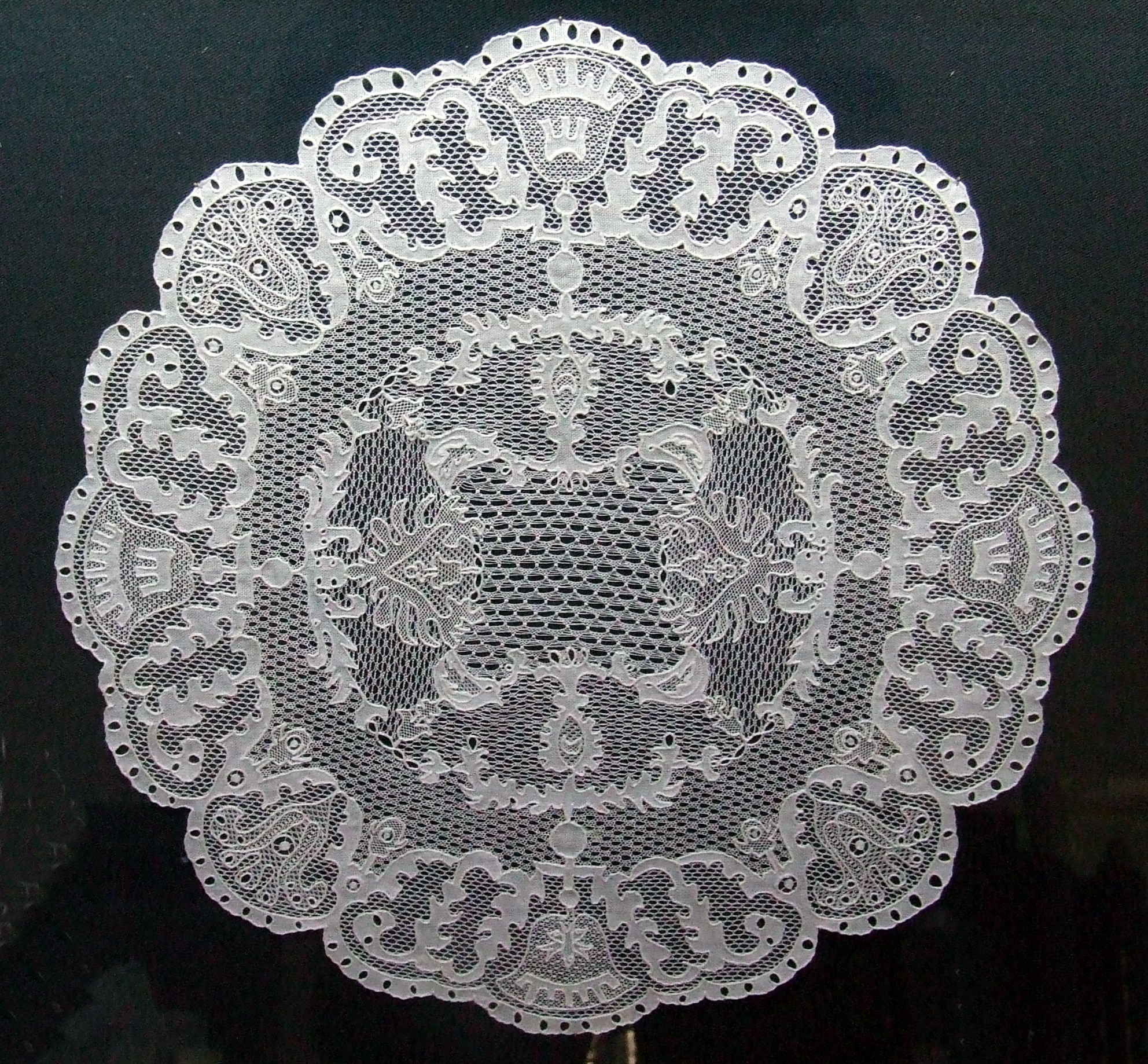
Halasi csipke

A legkülönbözőbb technikájú és stílusú hímzéseink nagy része az úri hagyomány talaján nőtt; különösen híresek és szépek a kalotaszegi, kalocsai, matyó, rábaközi és sárközi hímzések. A hímzésnek egyik szép és gazdag motívumanyagú csoportja a szűrhímzés.
A magyar népi vászonhímzésnek három fő típusa van: a szál szerint igazodó, a vagdalásos és az írás után való.
A magyar virágornamentikát legszebben az írás után való (írásos) technika szólaltatja meg, mely előzetesen a vászonra vagy más anyagra rajzolt díszítmények lapos öltésű haladó kitöltése. Nevezetesek köztük a mezőkövesdi (matyó hímzés, Borsod), a sárközi (Tolna), a kalotaszegi és torockói (erdélyi) írásos hímzések.

### Csipke
A magyar csipke ornamentikában és technikában sokkal közelebb áll az egyes korszakok nyugati ízléséhez és divatjához, mint a hímzés. A népi csipke vidékek szerint különféle technikákat alkalmaz.

## Építészet

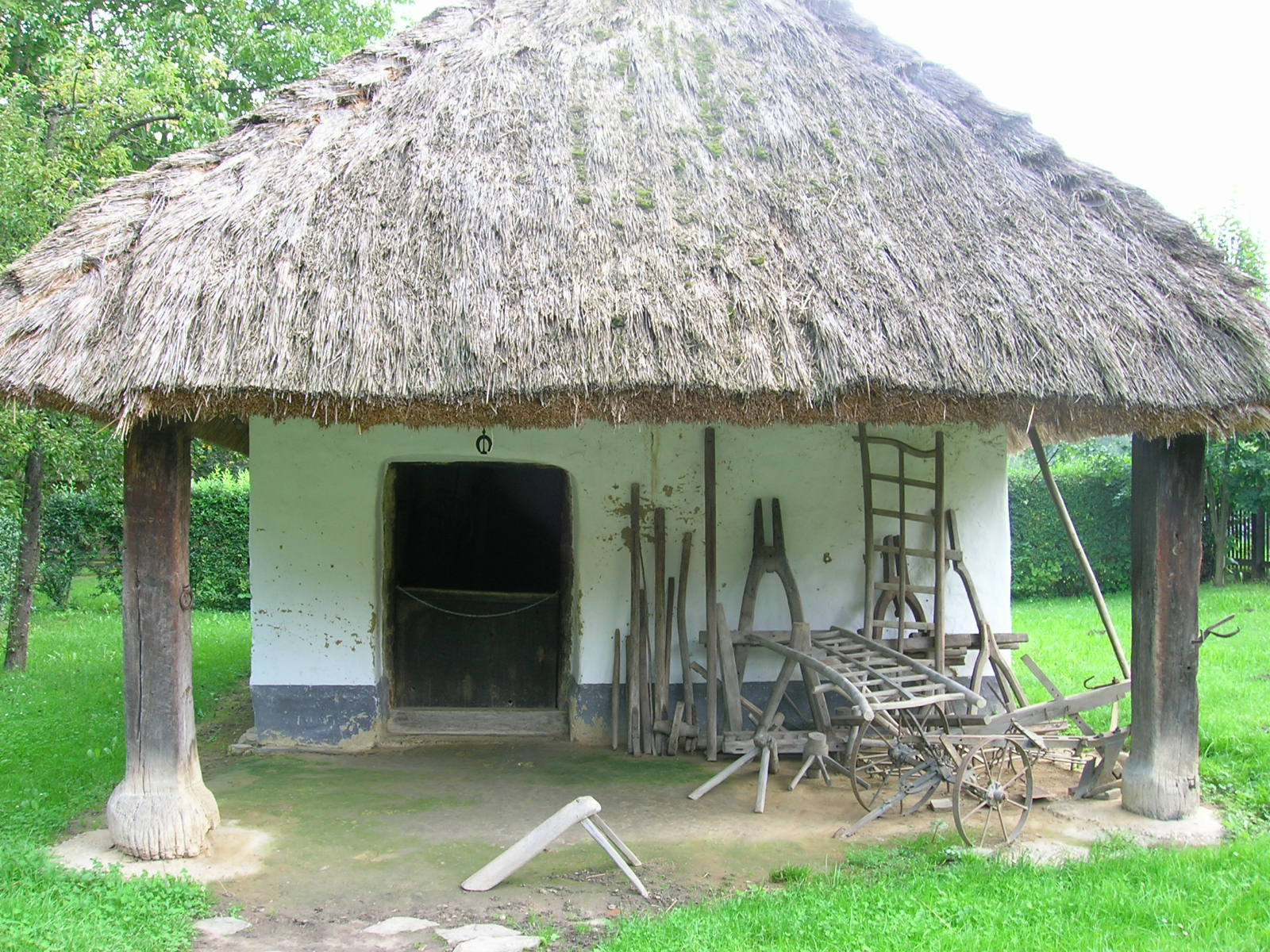
Melléképület a Göcseji Falumúzeumban

A népi építészet a népművészet sajátos részterülete, amelynek kutatására módszerében, célkitűzésében jól elkülönült tudományág alakult ki. A tárgyi anyagának megőrzését különleges helyzetben a szabadtéri néprajzi múzeumok biztosíthatják. A népi építészet körébe tartoznak a lakóépülethez tartozó építmények (istálló, csűr, kút stb.), továbbá azok az építmények is, amelyeket népi specialisták, falusi, mezővárosi környezetben élő mesterek vagy maguk a népi közösség tagjai készítettek hagyományos anyagok, szerkezetek felhasználásával, nem népi megrendelők számára (pl. kolostorok, uradalmak stb.).

### Bútorzat
Bútoraink közül archaikus díszítményeivel kitűnik a szuszék, amely leginkább olyan négy lábon álló láda volt, amelyben lisztet vagy gabonát tartottak.
A parasztbútornál tanulmányozható leginkább a történelmi stílusoknak (gótika, reneszánsz, barokk) a népművészetre gyakorolt hatása.

## Zene és tánc

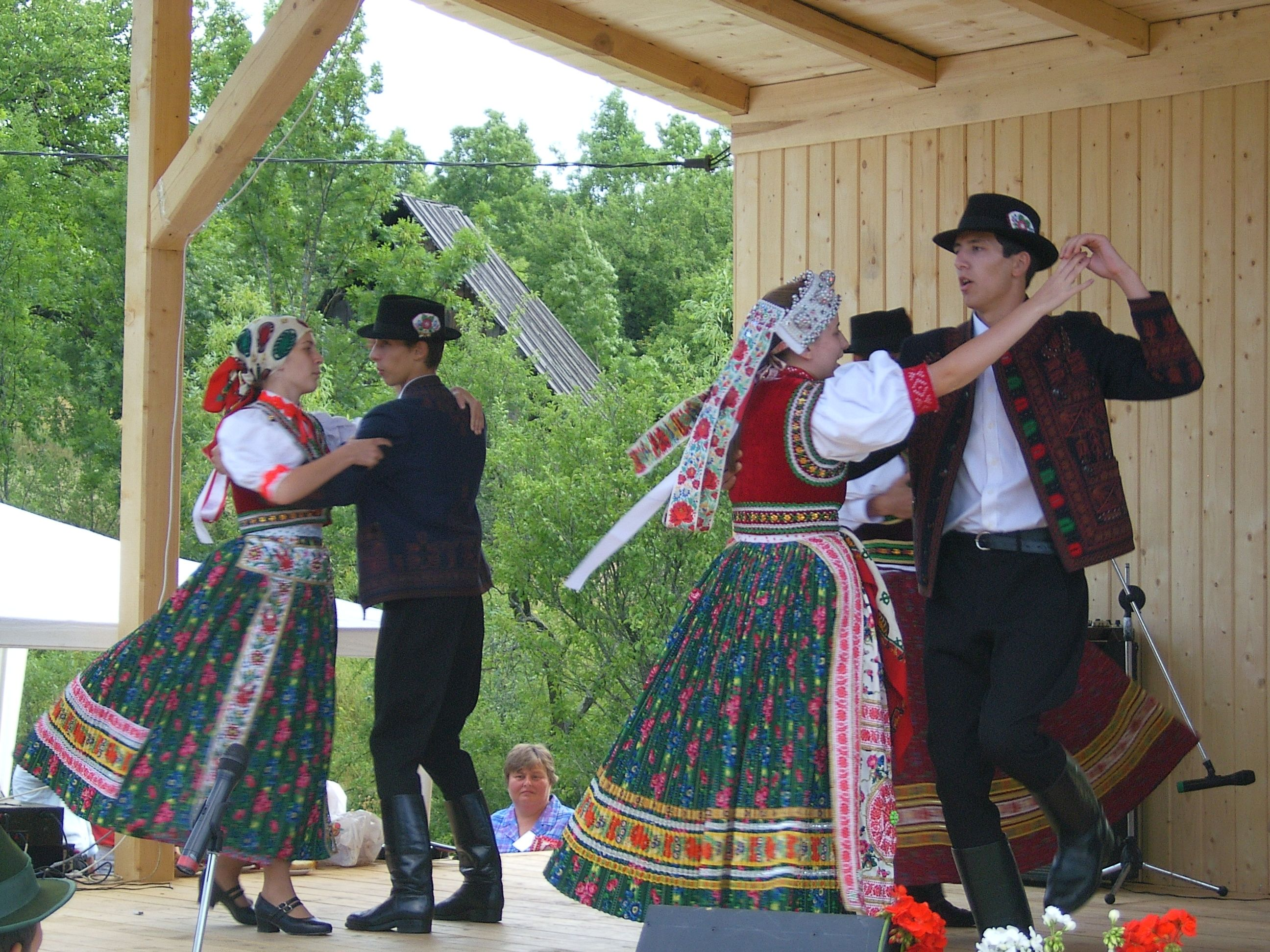
Kalotaszegi néptáncosok